# Strom (Ucker)
Der Strom ist ein ca. 25 Kilometer langer Nebenfluss der Ucker in Brandenburg, durch Wasserbaumaßnahmen heutzutage strenggenommen ein indirekter Zufluss. Sein Quellgebiet sind die Boizenburger Seen. Durch eine Scheitelhaltung bildet ein gemeinsames Einzugsgebiet mit dem Lychener Gewässer.

## Einzelnachweise

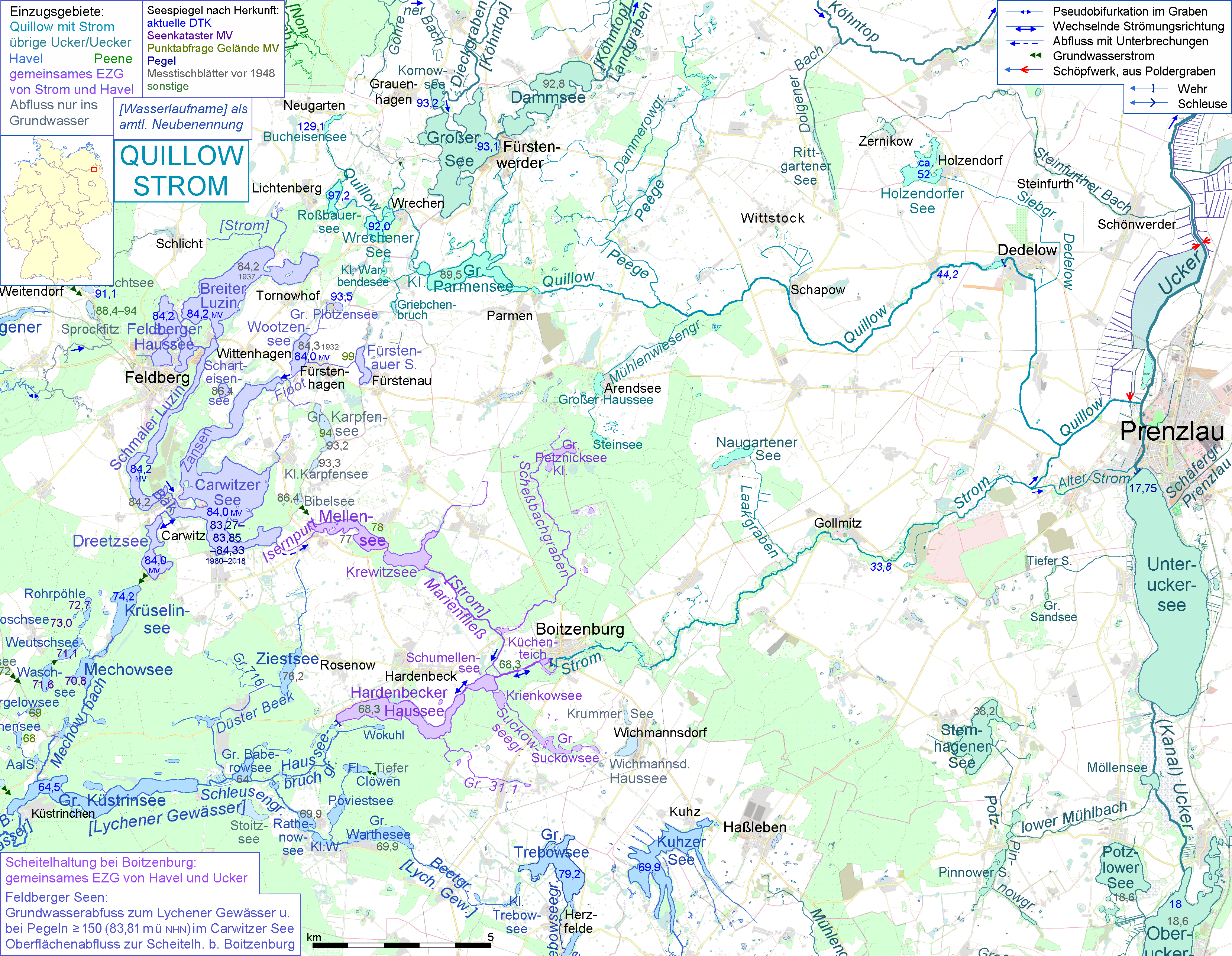
Der obere Teil des Einzugsgebietes des Strom ist gleichzeitig Einzugsgebiet der Havel: Die Scheitelhaltung bei Boitzenburg (pink) und mehr noch die Feldberger Seen (bläulich lila)

## Verlauf
Er beginnt am Schumellensee ca. 2 km westlich von Boitzenburg in der Uckermark. Durch die Getreidemühle im Westen von Boitzenburg ist der Strom zum Küchenteich und großen Karpfenteich vorgespeichert. Der Pegel steht in Boitzenburg. Mehrere Speicherbecken vermindern Schwankungen im Abfluss in Richtung Ucker. Bei Hochwasser wird ein Teil des Wassers durch den Hausseebruchgraben nach Südwesten in den Großen Baberowsee abgeleitet, der zum Einzugsgebiet der Havel gehört. Zirka 3 km flussabwärts befindet sich die Rummelpforter Mühle. Von hier aus durchfließt der Strom das Naturschutzgebiet Boitzenburger Tiergarten und Strom – das sich bis Prenzlau erstreckt – bis Gollmitz. Hier ist der Strom nochmals zum Mühlenteich angestaut.
Natürlicherweise mündete der Strom im Süden von Prenzlau in die Ucker, etwa 200 m nach deren Austritt aus dem Unteruckersee, 17,5 m über NHN. Heute ist dort das Austrittsrohr zu sehen, der alte Strom wurde in den 1970er Jahren in der Straße "Am Strom" etwa vom Anfang der Bebauung an bis zu seiner Mündung verrohrt. Dieses Mündungsgewässer heißt heute Alter Strom (früher Mühlenstrom) und erhält derzeit ein Mindestwasser vom 60 Litern pro Sekunde. Das meiste Wasser wird aber heute westlich an Prenzlau vorbei geführt und mündet in den Quillow, 2,856 km vor dessen Mündung in die Ucker. Obwohl der Quillow oberhalb des Zusammenflusses nur ein Einzugsgebiet von 174,2 km² hat, gegenüber 256,5 km² des Stroms, wird der Strom als Nebenfluss des Quillow gerechnet.